# Christian Holm Barenfeld
Christian Otto Verner Holm Barenfeld, ogift Holm, född 22 juli 1976 i Eds församling i Värmlands län, är en svensk civilekonom och politiker (moderat). Han var ordinarie riksdagsledamot 2006–2018, invald för Värmlands läns valkrets. Tidigare har han varit bland annat vice ordförande och internationell sekreterare i Moderata ungdomsförbundet (MUF) samt vice ordförande i Youth of the European People's Party (YEPP). Idag jobbar han med samhällskontakter och kommunikation i näringslivet och är även kommunpolitiker.

## Politisk karriär
Holm Barenfeld blev invald i Sveriges riksdag i samband med valet 2006 efter en intensiv personvalskampanj och en profilering med ställningstagande för nolltolerans mot brott, förenklade villkor för företagande samt ett engagemang för ett skolssystem med valfrihet och individanpassning. Tidigare politiskt förlutet är distriktsordförande i MUF Värmland samt politisk sekreterare för moderaterna i Upplands-Väsby. Han har studerat ekonomi vid Karlstads universitet och Universität Hohenheim och är civilekonom. Han var riksdagsledamot i Sveriges riksdag i tre mandatperioder (12 år).  Efter att han lämnade riksdagen blev han 2019 ordförande för vård och omsorgsnämnden i Karlstad, han var ordförande där mellan 2019 och 2023. Efter valet 2022 förlorade moderaterna i Karlstad valet lokalt. Efter valet är partiet i opposition och Christian Holm Barenfeld tillträdde den 1 januari 2023 som vice ordförande i teknik och fastighetsnämnden. Christian Holm Barenfeld har suttit i kommunfullmäktige i Karlstad sedan 2002.
Holm Barenfeld var i riksdagen främst profilerad inom utrikespolitik och EU-frågor och ansvarig för biståndspolitik med tydliga ställningstaganden för demokrati och mänskliga rättigheter. Som vice ordförande i Moderata Ungdomsförbundet uppmärksammades Holm Barenfeld då han i februari 2006 greps och förhördes av den belarusiska polisen och KGB i Hrodna. Holm Barenfeld befann sig i Vitryssland som en del av en delegation från Moderata ungdomsförbundet i syfte att möta den belarusiska oppositionen, främst BNF, Беларускі Народны Фронт (Belarusiska folkfronten). Holm Barenfeld arbetar fortfarande med demokratifrågor i Belarus, bland annat genom Jarl Hjalmarson Stiftelsen.

## Familj
Holm Barenfeld, som bor i Karlstad, är son till egenföretagaren Hans Holm och Marianne Holm. Farfadern Gustav Holm var kyrkoherde i Eds församling och född i Kristiania. Christian Holm Barenfeld är kusin till Tove Lifvendahl. Christian Holm Barenfeld var tidigare gift med försäljningschefen Niclas Barenfeld.